# Toxorhina pollex
Toxorhina pollex är en tvåvingeart som beskrevs av Alexander 1956. Toxorhina pollex ingår i släktet Toxorhina och familjen småharkrankar.
Artens utbredningsområde är Uganda. Inga underarter finns listade i Catalogue of Life.